# Paritamus caspicus
Paritamus caspicus är en tvåvingeart som först beskrevs av Richter 1966.  Paritamus caspicus ingår i släktet Paritamus och familjen rovflugor. Inga underarter finns listade i Catalogue of Life.